# Lijst van burgemeesters van Meppel
Dit is een lijst van burgemeesters van de Nederlandse gemeente Meppel in de provincie Drenthe.
Na het vertrek van de Fransen werd in 1813 de titel burgemeester heringevoerd (in de Franse tijd kende men de 'maire'). Vanaf 1816 kende Meppel een college van drie burgemeesters, met een door loting bepaalde president en zes raadsleden. In 1824 werd bepaald dat het gemeentebestuur voortaan zou bestaan uit een burgemeester, twee wethouders en vijf gemeenteraadsleden.
| Ambtsperiode             | Naam burgemeester             | Partij of stroming | Bijzonderheden                                                             |
| ------------------------ | ----------------------------- | ------------------ | -------------------------------------------------------------------------- |
| 1813 - 1815              | Jan de Vries Jzn              |                    | officieel "Schout van Meppel", formeel nog geen burgemeester               |
| 1816                     | Berend Willem van de Sande    |                    | met Arend Jan Slot, Johan Kymmell                                          |
| 1817                     | Arend Jan Slot                |                    | met Johan Kymmell, Berend Willem van de Sande                              |
| 1818                     | Johan Kymmell                 |                    | met Albert Meursing (5-10-1818), Arend Jan Slot                            |
| 1819                     | Albert Meursing               |                    | met Arend Jan Slot, Johan Kymmell                                          |
| 1820                     | Arend Jan Slot                |                    | met Johannes Kymmell, Jacob de Jonge                                       |
| 1821                     | Johannes Kymmell              |                    | met Jacob de Jonge, Arend Jan Slot                                         |
| 1822                     | Jacob de Jonge                |                    | met Johan Kymmell, Arend Jan Slot                                          |
| 1823 - 1824              | Arend Jan Slot                |                    | Jacob de Jonge, Johan Kymmell                                              |
| 1824 - 1843              | Gerhardus Lambertus Kniphorst |                    | eerste (solo-)burgemeester                                                 |
| 1843 - 1853              | Jacobus Everhardus Slot       |                    |                                                                            |
| 1853 - 1866              | Emilius Gerhardus Rodemann    |                    |                                                                            |
| 1867 - 1872              | Andries Theodorus Hosteijn    |                    |                                                                            |
| 1872 - 1905              | Kerst Elias Borger            |                    |                                                                            |
| 1905 - 1919              | Adriaan Frederik Meijer       |                    | was van 1895-1902 burgemeester van de Wijk                                 |
| 1919 - 1935              | Jan Knoppers                  | ARP                |                                                                            |
| 1935 - 1940              | Daniël baron Mackay           |                    | werd ontslagen op 9 augustus 1940 wegens zijn anti-Duitse houding          |
| 1940                     | Hendrik Wytema                |                    | waarnemend; tevens burgemeester van Beilen                                 |
| 1940 - 1945              | Geert Wisman                  |                    | was burgemeester van Nieuweschans                                          |
| 1945 - 1946              | Daniël baron Mackay           |                    |                                                                            |
| 1946 - 1952              | Antonie Kleijn                |                    | was burgemeester van Zweelo                                                |
| 1952 - 1953              | Carel Claudius de Jonge       |                    | tijdelijk burgemeester (Kleijn was voor de V.N. in Paraguay)               |
| 1953 - 1969              | Antonie Kleijn                |                    |                                                                            |
| 1970 - 1979              | Henk Eijsink                  | PvdA               |                                                                            |
| 1980 - 1987              | Dick van den Noort            | PvdA               | was tot zijn overlijden burgemeester van Velsen                            |
| 1987 - 1998              | Ed Tjaberings                 | PvdA               | was burgemeester van Nieuwe Pekela, werd waarnemend burgemeester van Borne |
| 1998 - 2001, 2024 - 2025 | Cees Bijl                     | PvdA               | werd burgemeester van Emmen, van 2024 tot 2025 waarnemend                  |
| 2001 - 2005              | Peter den Oudsten             | PvdA               | werd burgemeester van Enschede                                             |
| 2005 - 2016              | Jan Westmaas                  | CDA                |                                                                            |
| 2016 - 2024              | Richard Korteland             | VVD                | werd burgemeester van Almelo                                               |
| 2025 - heden             | Arjen Maathuis                | VVD                | was wethouder van Almelo                                                   |